# Walter Sherman Gifford

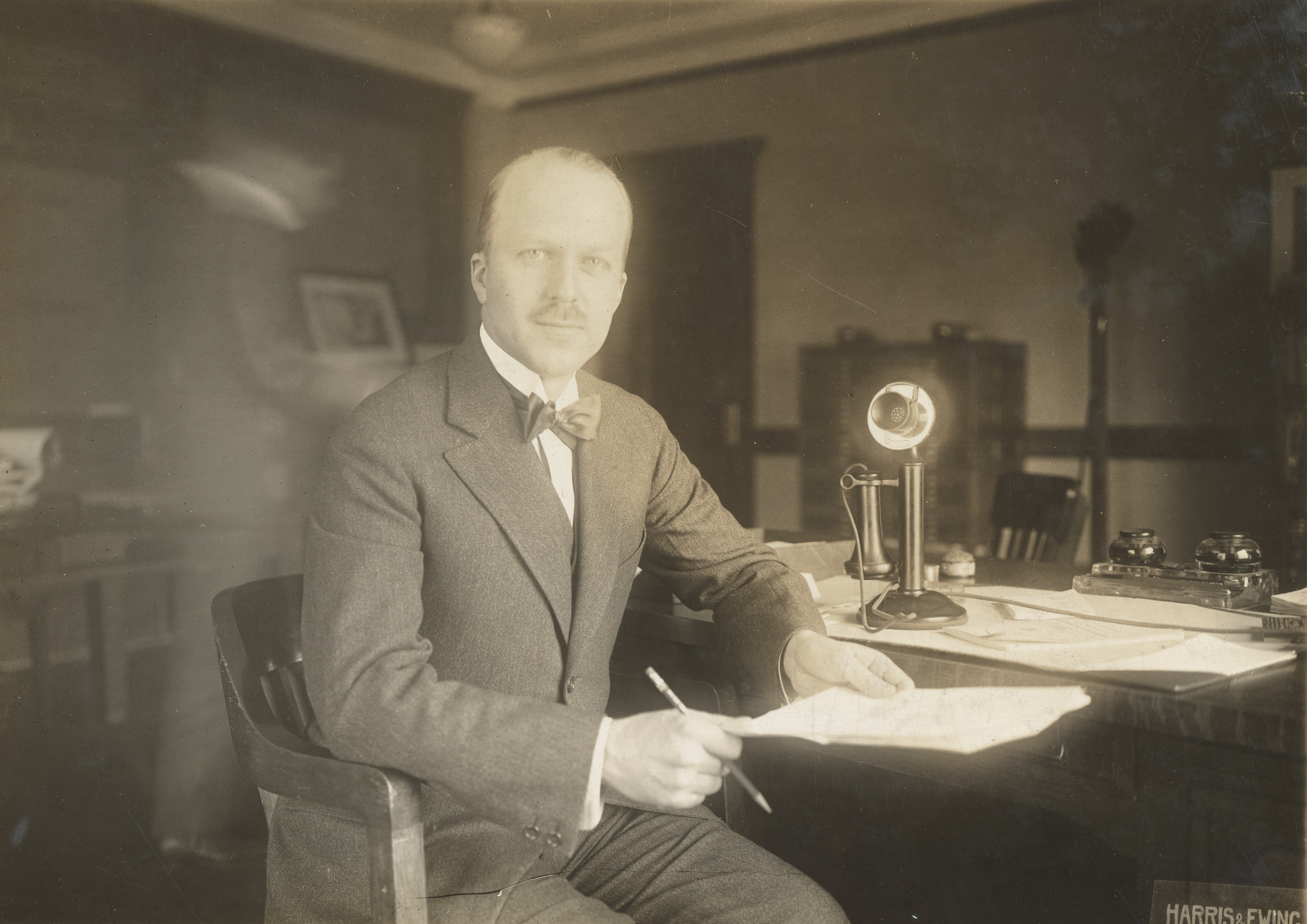
Walter Sherman Gifford (1917)

Walter Sherman Gifford (* 10. Januar 1885 in Salem, Massachusetts; † 7. Mai 1966 in New York City) war ein US-amerikanischer Wirtschaftsmanager und Diplomat, der unter anderem zwischen 1925 und 1948 Präsident des Telekommunikationsunternehmens AT&T sowie von 1950 bis 1953 Botschafter der Vereinigten Staaten im Vereinigten Königreich war.

## Leben
Walter Sherman Gifford war eines von neun Kinder des Holzhändlers Nathan Poole Gifford sowie dessen Ehefrau, die als Lehrerin tätig war. Nach dem Schulbesuch begann er 1902 ein grundständiges Studium an der Harvard University, das er 1905 mit einem Bachelor of Arts (B.A.) abschloss. Anschließend war er zunächst von 1905 bis 1911 als Lohnbuchhalter und Wirtschaftlichkeitsexperte beim Telekommunikationsunternehmen Western Electric. 1911 wechselte er zum Mutterunternehmen AT&T und war dort anfangs zwischen 1911 und 1916 Chef-Statistiker. Während des Ersten Weltkrieges fungierte er von 1916 bis 1918 als Berater des Rates für Nationale Verteidigung (Council of National Defense). Nach Kriegsende kehrte er zu AT&T zurück und war zwischen 1918 und 1919 Controller sowie von 1919 bis 1923 Vizepräsident für Finanzen. Im Anschluss fungierte er von 1923 bis 1925 als Executive Vice-President, ehe er schließlich 1925 Harry Bates Thayer (1858–1936) als Präsident des Telekommunikationsunternehmens AT&T ablöste. Er bekleidete diese Funktion 23 Jahre lang bis 1948 und wurde dann von Leroy A. Wilson abgelöst.

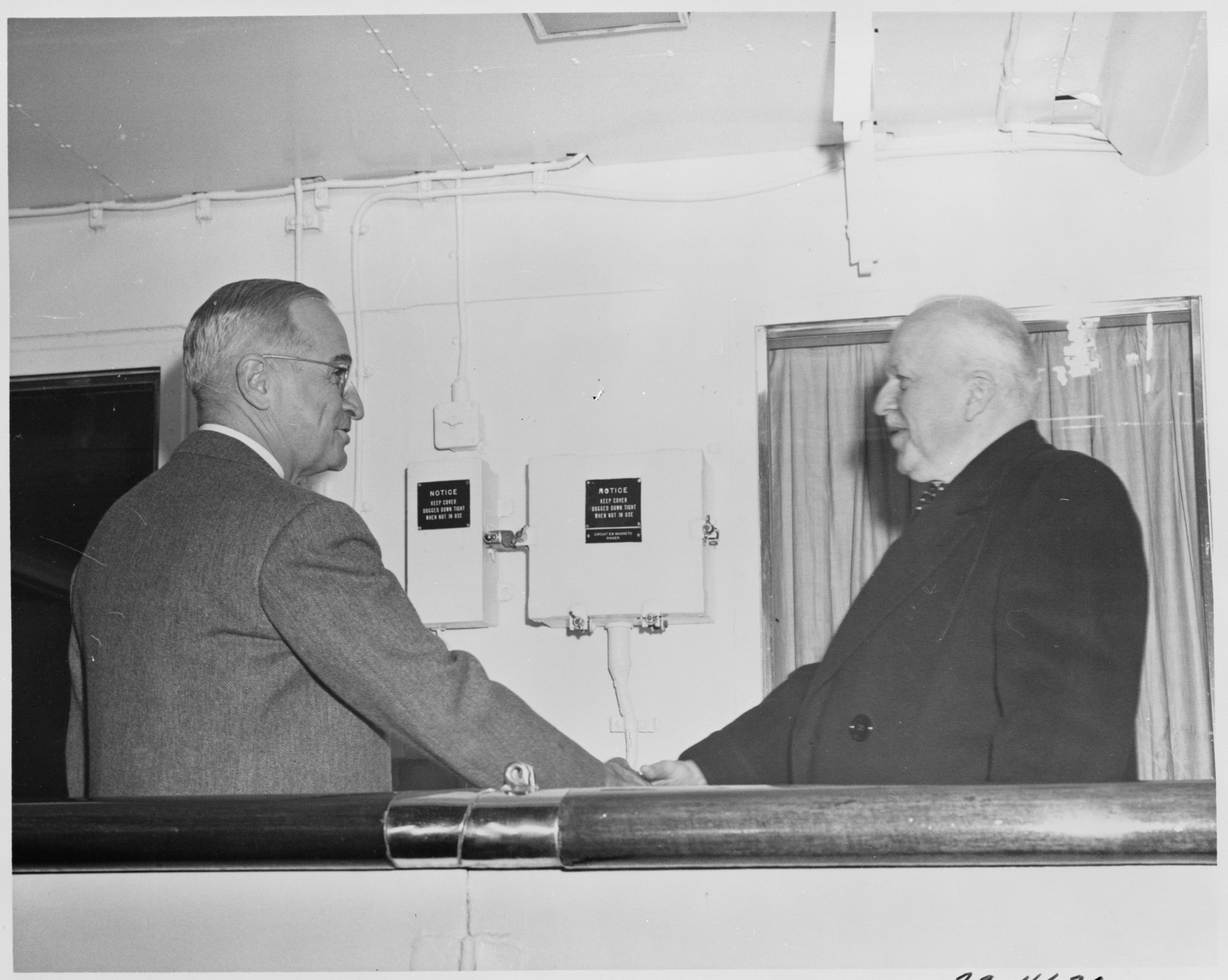
Walter Sherman Gifford (rechts) bei einem Empfang durch US-Präsident Harry S. Truman (1952)

Gifford war ferner zwischen 1931 und 1932 Direktor der von US-Präsident Herbert Hoover gegründeten President’s Organization for Unemployment Relief, die sich mit der Beseitigung der im Zuge der Weltwirtschaftskrise entstandenen Arbeitslosigkeit befasste. Darüber hinaus war er zwischen 1948 und 1950 Vorsitzender des Aufsichtsrates von AT&T sowie zeitweilig Mitglied der Aufsichtsräte der First National Bank of New York und von US Steel. Darüber hinaus war er Trustee des Amerikanischen Roten Kreuzes, der Carnegie Institution for Science, des Metropolitan Museum of Art, der National Geographic Society, der Rockefeller-Stiftung, der Johns Hopkins University sowie der Cooper Union. Des Weiteren engagierte er sich als Vorstandsvorsitzender der Community Service Society of New York, Vorstandsmitglied der English-Speaking Union (ESU) und der American Philosophical Society (APS) sowie Mitglied des Beirates der Tuskegee University.
Am 12. Dezember 1950 wurde Walter Sherman Gifford als Nachfolger von Lewis Williams Douglas zum Botschafter der Vereinigten Staaten im Vereinigten Königreich ernannt und übergab dort am 21. Dezember 1950 sein Beglaubigungsschreiben. Er verblieb auf diesem Posten bis zum 23. Januar 1953 und wurde danach von Winthrop W. Aldrich abgelöst.
Gifford war zwei Mal verheiratet. Aus seiner ersten, 1929 geschiedenen Ehe mit Florence Pitman gingen die beiden Söhne Walter S. Gifford, Jr. sowie Richard Gifford hervor. 1944 heiratete er in zweiter Ehe Augustine Lloyd Perry. Nach seinem Tode wurde er auf dem Middle Patent Rural Cemetery in Bedford beigesetzt.

## Veröffentlichung
- Addresses, papers and interviews, 1928